# Thomas Mason Wilford
Thomas Mason Wilford (Lower Hutt, 20 giugno 1870 – Wellington, 22 giugno 1939) è stato un avvocato, politico e diplomatico neozelandese. È stato leader del Partito Liberale neozelandese e leader dell'opposizione in Parlamento dal 1920 al 1925, oltre che più volte ministro.

## Biografia
Figlio di John George Frederick Wilford, chirurgo, e di Elizabeth Catherine Mason, figlia del deputato Thomas Mason, frequentò il Wellington College e il Christ's College di Christchurch. Fu assunto giovanissimo (18 anni) presso lo studio legale A. & C. Brandon, superando l'esame di abilitazione ma non potendo praticare la professione di avvocato fino alla maggiore età (allora posta a 21 anni). Il 17 febbraio 1892, sposò a Dunedin la figlia del senatore George McLean, Georgia Constance McLean, da cui ebbe due figli.
Successivamente, esercitò per tre anni presso la W.T.L. Travers di Wellington, prima di mettersi in privato. Buon oratore, si diede alla politica nel 1896, candidandosi al seggio della periferia di Wellington alle elezioni del 1896 con il Partito Liberale. Vinse, ma fu privato del seggio in seguito al riscontro di episodi di corruzione e di brogli. Nel 1899 vinse nuovamente il seggio. Nel 1902, si candidò nel neo-costituito seggio di Hutt, che mantenne fino al 1929, ovvero per ben nove mandati.
Fu uno strenuo difensore di un piano di ridefinizione della rete stradale e ferroviaria della Hutt Valley, così come di un progetto di riforma del matrimonio, volto sia a ridurre il periodo di separazione legale precedente il divorzio, sia a riconoscere la legittimità dei figli nati da unioni di fatto. Amava praticare vari sport (rugby, tennis, equitazione, golf e canottaggio), oltre che dilettarsi come attore.
Nel 1910, diventò sindaco di Wellington. A metà del 1911, finì quasi in punto di morte per le complicazioni sorte in seguito a un'operazione per un'appendicite. Fu costretto a dimettersi da sindaco e ricorrere (inizio 1912) a nuove cure in Inghilterra. La sua assenza forzata e alcune polemiche sorte in seguito alla crisi del Governo Mackenzie offuscarono la sua stella all'interno del partito.
Nonostante tutto, fu Ministro della Marina, della Giustizia e delle Poste durante il Governo Massey (1917-1919). Nel 1920, ottenne la guida del Partito Liberale, dopo la morte del predecessore William Donald Stuart MacDonald. Tuttavia Mason Wilford non fu in grado di contenere il declino del partito, che cambiò nome due volte (nel 1922 e nel 1925) e che attraversò vari periodi di tensione interna.
Nel 1925, fu nuovamente costretto a ricorrere a cure mediche in Inghilterra, che lo portarono a rassegnare le dimissioni da capo del partito. Venne rieletto deputato alle elezioni del 1925, nonostante la campagna elettorale venne condotta dai suoi collaboratori. Fu nuovamente ministro della Giustizia e per la prima volta della Difesa fra il dicembre 1928 e il dicembre 1929.
Sempre nel 1929, si dimise dal Parlamento perché nominato Consigliere del Re e poi Alto Commissario per la Nuova Zelanda presso il Regno Unito, dunque fatto cavaliere. Rappresentò gli interessi neozelandesi in varie istituzioni dell'Impero britannico e anche presso la Lega delle Nazioni, oltre che in varie Conferenze diplomatiche.
Tornato in patria nel 1935, si ritirò dalla vita politica, morendo quattro anni dopo.